# 3436 Ibadinov
3436 Ibadinov è un asteroide della fascia principale. Scoperto nel 1976, presenta un'orbita caratterizzata da un semiasse maggiore pari a 2,8636726 UA e da un'eccentricità di 0,0568110, inclinata di 1,73784° rispetto all'eclittica.